# Shankar Balasubramanian
Shankar Balasubramanian FRS (30 de setembro de 1966) é um químico britânico nascido na Índia.

## Prêmios e honrarias
- 2002 Medalha Corday–Morgan
- 2009 Prêmio Mullard
- 2012 eleito membro da Royal Society (FRS)
- 2012 eleito membro da Organização Europeia de Biologia Molecular (EMBO)
- 2013 Prêmio Tetrahedron
- 2018 Medalha Real[3]